# Yilpi Adamson
Imiyari "Yilpi" Adamson (1954) es una artista originaria de Australia Central. Es conocida por su obra en diversos rangos de formas artísticas, como pintura, escultura, tejeduría, labores de punto, y batik (teñido).
Yilpi nació en una parcela cerca a Uluru, en el Territorio del Norte. Su madre era miembro de la nación Pitjantjatjara y su padre Yankunytjatjara. Cuando Yilpi todavía era muy joven, sus padres vinieron a vivir al Ernabella, un presbiteriano de misión en el noroeste de Australia Meridional. Creció allí, y más tarde comenzó a trabajar en Ernabella Artes.
El batik fue una de las primeras formas de arte, que aprendió a hacer en Ernabella. Varias de sus obras fueron exhibidos en una exhibición en Adelaida en 2006, y una de ellas fue comprada por el Museo Powerhouse en Sídney. Ejemplares posteriores de sus obras batik, fueron comprados por el Museo Nacional de Escocia en Edimburgo. Yilpi también es conocida por hacer productos tejidos, tales como cestas, de  tjanpi  (pasto del desierto). Hizo varios objetos con el Proyecto de mujeres "Tjanpi tejedores del desierto".
Yilpi comenzó a pintar mucho más recientemente. Ha pintado tanto arte abstracto como figurativo. Sus obras abstractas son expresiones de su leyendas soñadas, transmitido a ella desde sus progenitores, especialmente de la madre. Sus obras más exitosas, sin embargo, son las pinturas figurativas de su vida como niña en Ernabella, en los años 1950. Ejemplos de las pinturas de Yilpi, se resguardan en la Galería de Arte de Australia Meridional, y en el Museo Nacional de Australia. Y, la Galería de Arte de Australia también tiene una serie de alfarería en cerámica, que Yilpi pintó con Malpiya Davey, Alison Carroll, y otras colegas mujeres de  Ernabella.